# 菊川市立河城小学校
菊川市立河城小学校（きくがわしりつ かわしろしょうがっこう）は、静岡県菊川市にある公立小学校。

## 沿革
- 1873年（明治6年）7月17日 ‐ 西方学校の友田分校が友田村妙照寺に設置される
- 1886年（明治19年）9月17日 ‐ 公立正心尋常小学校と改称し、現在地に校舎を新築
- 1888年（明治21年）6月 ‐ 吉沢尋常小学校と改称
- 1889年（明治22年） ‐ 河城尋常小学校と改称
- 1892年（明治25年）2月 ‐ 河城村立河城尋常高等小学校と改称
- 1941年（昭和16年）4月1日 ‐ 河城村立国民学校と改称
- 1947年（昭和22年）4月1日 ‐ 河城村立河城小学校と改称
- 1955年（昭和33年）3月31日 ‐ 菊川町立河城小学校と改称
- 2005年（平成17年）1月17日 ‐ 菊川市立河城小学校と改称

## 通学区域
- 河城地区
  - 上倉沢
  - 下倉沢
  - 友田
  - 東富田
  - 西富田
  - 吉沢
  - 沢水加
  - 和田
  - 潮海寺上
  - 潮海寺中
  - 潮海寺下
  - 上本所
  - 虹の丘
  - 富士見台